# سامبسون أجيابونج
سامبسون أجيابونج (بالإسبانية: Sampson Agyapong) هو لاعب كرة قدم غاني، ولد في 1 سبتمبر 2002 في غانا لعب سابقاً في نادي العين الإماراتي و نادي جلف يونايتد.